# Sergio Dalma
Sergio Dalma, pseudonimo di Josep Sergi Capdevila Querol (Sabadell, 28 settembre 1964), è un cantante spagnolo.

## Biografia
Sergio Dalma inizia la sua carriera cantando in alcune bande e cori, fino a quando vince il programma televisivo "Gent d'aqui", nella stazione catalana di TVE, ottenendo un regolare contratto per cantare nei night-club di Barcelona. In seguito Sergio firma un contratto con la casa discografica Horus, e pubblica il suo primo album, Esa chica es mía nel 1989. Anche se l'album non ottiene un grande successo, la casa discografica gli concede un'altra opportunità con la pubblicazione dell'album Sintiéndonos la piel nel 1991. Nello stesso anno, Sergio Dalma viene scelto da TVE per rappresentare la Spagna nel Eurovision Song Contest con la canzone Bailar Pegados (contenuta in tale album), arrivando al 4º posto e dando inizio alla sua fama.
Nel 1992, pubblica Adivina, che raggiunge il 1º posto nelle classifiche grazie alla canzone Ave Lucía. In seguito firma un contratto con la casa discografica Polygram, con la quale pubblica quattro album, e infine con la sua attuale casa discografica, Universal, con la quale pubblica altri quattro album. Finora ne ha pubblicati 15.
Il 22 febbraio 1994, Sergio sposa Maribel Sanz, dalla quale ha avuto un figlio, Sergio, nato il 18 agosto 1995, e da cui ha divorziato nel 1998.
Sergio Dalma canta in spagnolo la maggior parte delle sue canzoni, ma parla anche catalano essendo nato in Catalogna (Spagna). La compilation Lo Mejor de Sergio Dalma e l'album Todo Lo Que Quieres, contengono canzoni in catalano e anche galiziano; inoltre canta occasionalmente in italiano.
Nel 2011, dopo il successo di Via Dalma (2010), che ha ottenuto 4 dischi di platino, Dalma rilascia Via Dalma II. Entrambi gli album, prodotti insieme a Claudio Guidetti e diventati numero uno nelle vendite in Spagna, sono una rassegna della musica italiana, dove il cantante reinterpreta le canzoni di artisti quali Zucchero, Eros Ramazzotti, Riccardo Cocciante, Patty Pravo, Paolo Vallesi e molti altri, tra cui Fiordaliso, di cui incide una cover di Non voglio mica la luna intitolata Yo no te pido la luna.
Nel 2012 duetta con Francesco Renga come ospite straniero al Festival di Sanremo cantando Bella senz'anima successo di Riccardo Cocciante  (autori: Riccardo Cocciante, Marco Luberti, Paolo Amerigo Cassella)  e Il mondo, successo di Jimmy Fontana scritto da Gianni Boncompagni, Gianni Meccia, Carlo Pes e lo stesso Fontana.
In più in tutto il 2012 e buona parte del 2013 ha girato tutta l'Argentina facendo spopolare i suoi successi, in particolare El Mundo (Canzone di successo nella Telenovela Dulce Amor) dove ha conosciuto l'attore e cantante Juan Darthés il quale ha duettato in varie occasioni lo stesso brano.
Nel 2013 ha duettato con Nek il brano "La midad de nada" versione spagnola de "La metà di niente"
Alla fine del 2013 è uscito il suo nuovo album "Cadore 33" registrato come gli ultimi 2 a Milano. (Il titolo prende il nome della via dove si trova lo studio di registrazione). Nel 2021 esce il nuovo album dal titolo ALEGRIA.

## Discografia
- Esa chica es mía ("Quella ragazza è mia", Horus, 1989)
- Sintiéndonos la piel ("Sentendo la nostra pelle", Horus, 1991)
- Adivina ("Indovina", Horus 1992)
- Sólo Para Ti ("Solo per te", 1993)
- De Colección ("Di collezione", Polygram, 1994)
- Cuerpo a Cuerpo ("Corpo a corpo", Polygram, 1995)
- En Concierto ("In concerto", Polygram, 1996, Double CD)
- Historias Normales ("Storie normali", Polygram, 1998)
- Nueva Vida ("Nuova vita", Universal, 2000)
- De Otro Color ("Di un altro colore", Universal, 2003)
- Lo Mejor de Sergio Dalma 1989-2004 ("Il meglio di Sergio Dalma", Universal, 2004)
- Todo Lo Que Quieres ("Tutto quello che vuoi", Universal, 2005)
- A Buena Hora ("Alla buon'ora", Universal, 2008)
- Trece ("Tredici", 2010)
- Via Dalma I, (2010)
- Via Dalma II, (2011)
- Cadore 33 (2013)
- Dalma (2015)
- Alegria (2021)